# Фоменко, Ксения Иосифовна
Ксения Иосифовна Фоменко (15 марта 1915 Ростовская область, Российская империя — 23 февраля 2004 с. Льговское, Кировский район (Крым), Крым) — Герой Социалистического труда, награждена Орденом Ленина(30.05.1950).

## Биография
Родилась 15 марта 1915 года (на территории нынешней Ростовской области).
С 14 лет работала в местном колхозе имени Куйбышева, после работала дояркой.
В 1944 году по государственной программе переселения колхозников в Крымскую область, переехала в село Оползневое, Ялтинского района, Крымской области. Работала виноградарем в колхозе имени III Интернационала.
В 1945 году возглавила звено виноградарей, перед которыми стояла задача сбора 22 центнеров гектара. В 1946 году её звено получило урожай по 30 центнеров, в 1947 году при плане в 25 центнеров было получено по 32 центнера, в 1948 году по 39 центнеров винограда с гектара.
По итогам работы 1949 года звено К. И. Фоменко получило урожай винограда 82,1 центнера с урожая на 3 гектаров виноградников, а на другом участке площадью 9,5 гектаров по 57 центнеров.
Указом Президиума Верховного Совета СССР от 30 мая 1950 года фермеру Фоменко Ксении Иосифовне присвоено звание Героя Социалистического Труда с вручением ордена Ленина и золотой медали «Серп и Молот».
В 1950 году работала бригадиром виноградарей в колхозе, позже переименованном в колхоз имени Ленина. В 1957 году хозяйство было реорганизовано в совхоз «Ливадия», в котором она заведовала кролиководческой фермой до пенсии.
Избиралась депутатом Ялтинского городского Совета депутатов трудящихся с 1950 года.
Жила в селе Оползневое — ныне территория городского округа Ялта, Крым. В последние годы жила в селе Льговское, Кировский район, Крым. Умерла 23 февраля 2004 году.